# La batalla dels centaures (Miquel Àngel)

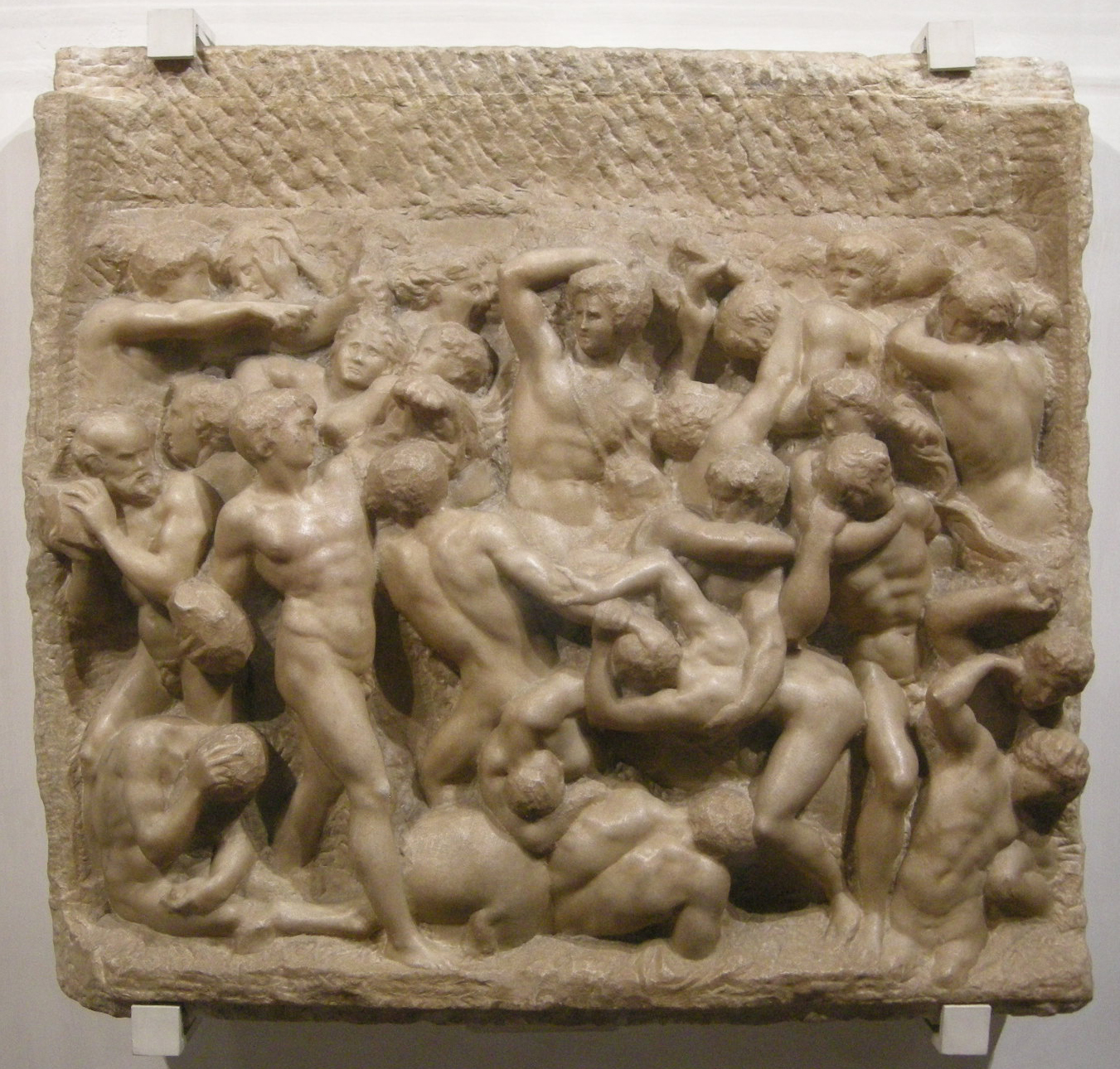
Centauromàquia

La Batalla dels Centaures és una escultura en relleu en marbre de l'escultor Miquel Àngel datada prop de 1492 i que es guarda al museu de la Casa Buonarroti a Florència. Les seves mides són de 84,5 x 90,5 cm.
Està realitzada en marbre de Carrara donat per Llorenç el Magnífic per a la seva realització, Ascanio Condivi relata a la seva biografia sobre Miquel Àngel, que va haver de ser executada poc abans de la defunció de Llorenç cap a començament de 1492. El relleu representa la batalla entre els grecs i els centaures i segurament la idea la va suggerir un relleu en bronze de Bertoldo imitant la batalla d'un sarcòfag romà i que es trobava en aquell temps al palau dels Mèdici.
Representa l'acció del rapte de la princesa Hipodamia (muller de Pirítous) per un centaure, història relatada per Ovidi, la princesa es troba d'esquena, i la meitat de les figures que haurien de ser els centaures, solament es veu la part superior dels seus cossos, pel que dona la impressió que el relleu són tots nus masculins, té una certa semblança amb el relleu del púlpit de la catedral de Siena, dels condemnats a l'infern de Nicola Pisano.

## Galeria

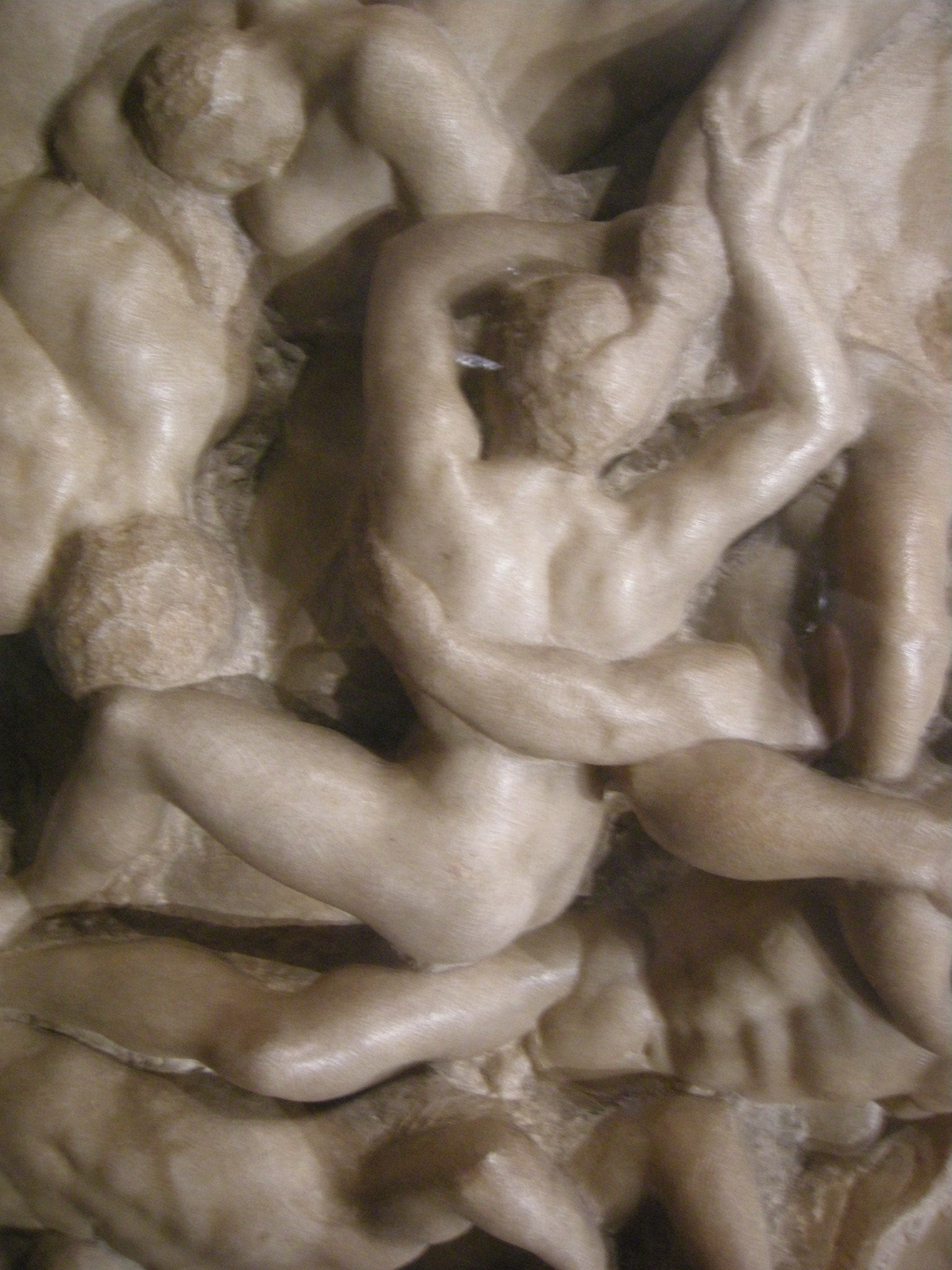
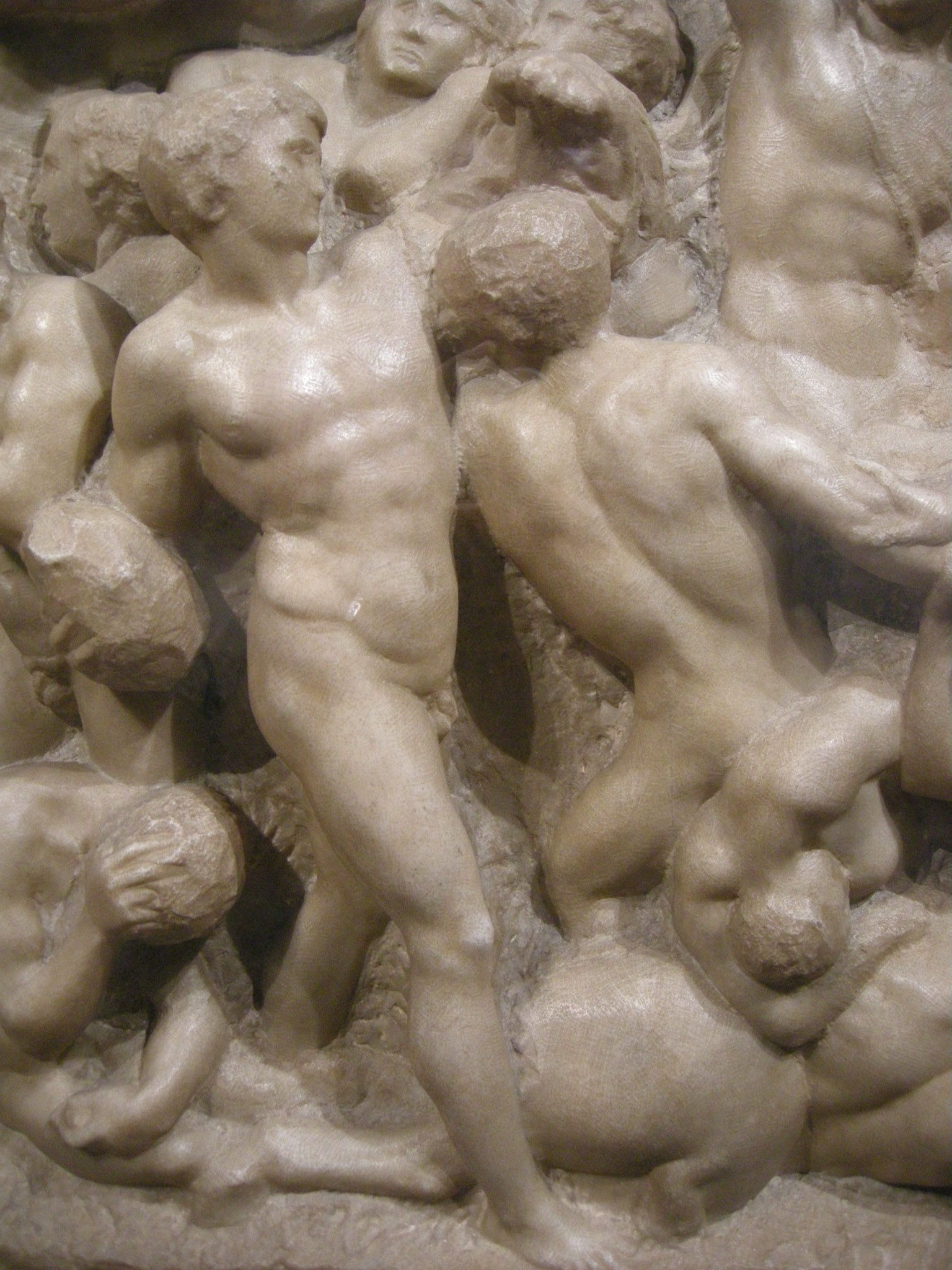
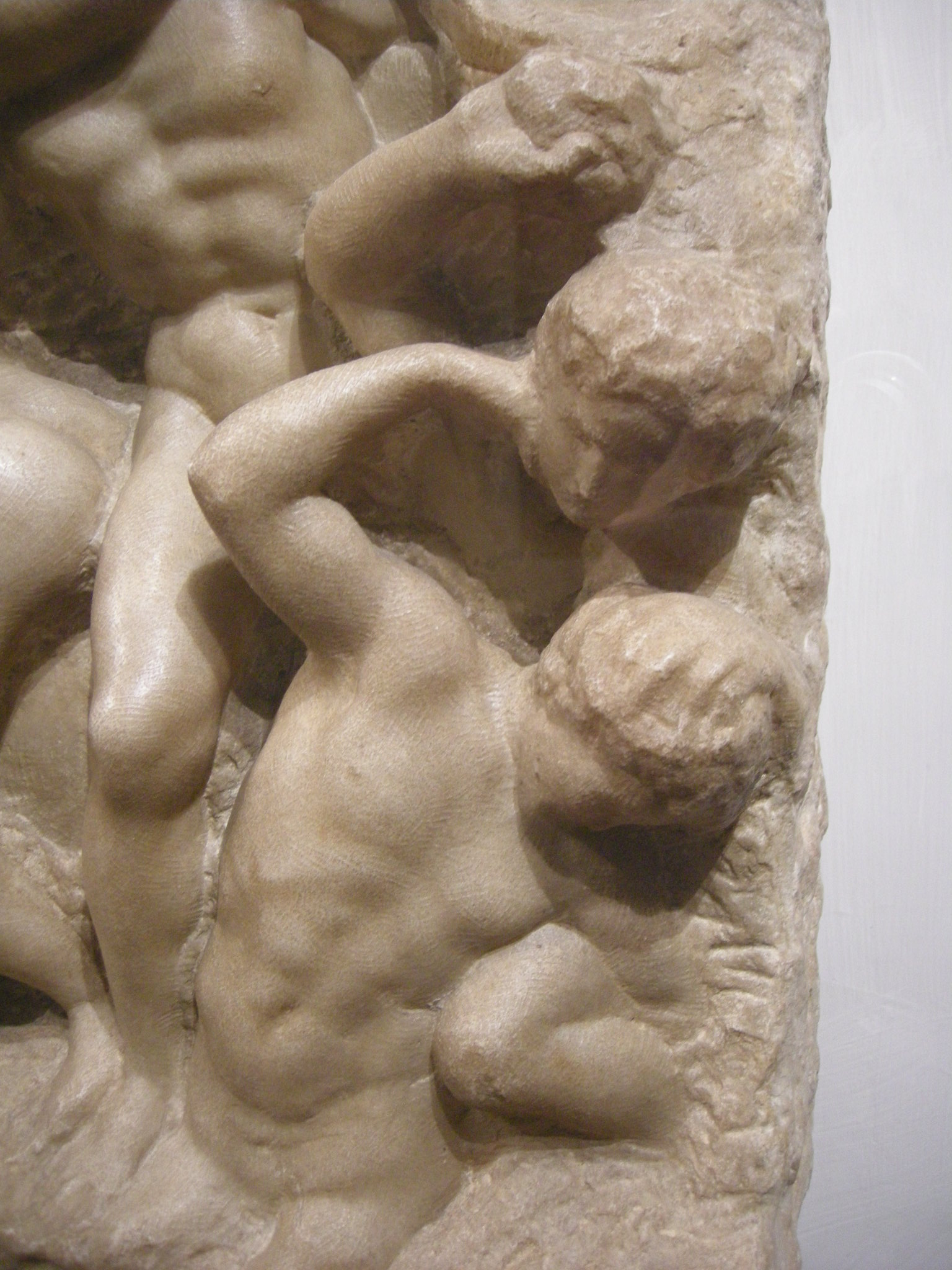
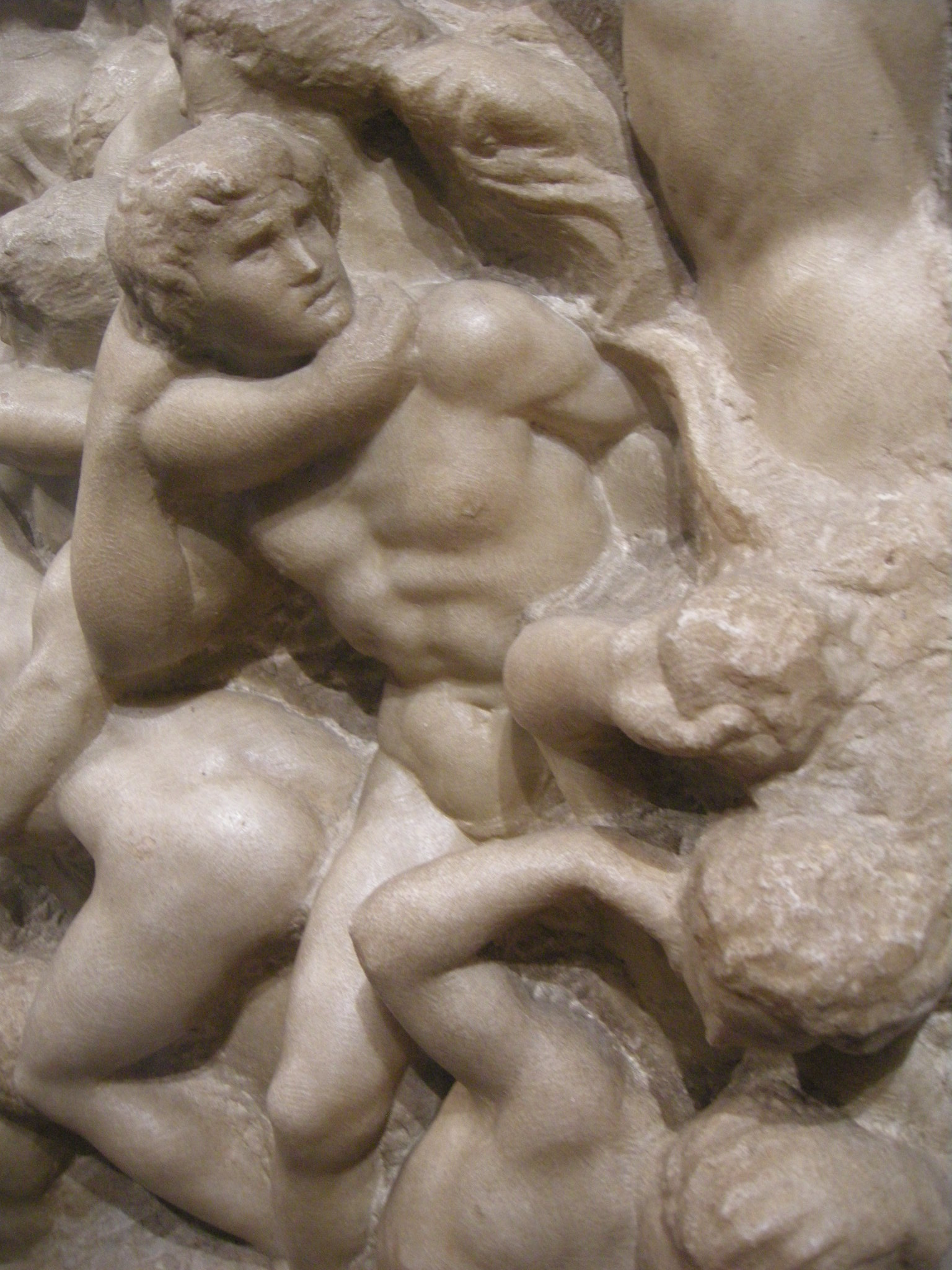